# Luco dei Marsi
Luco dei Marsi – miejscowość i gmina we Włoszech, w regionie Abruzja, w prowincji L’Aquila.
Według danych na rok 2004 gminę zamieszkiwało 5540 osób, 125,9 os./km².